# The Peoples Champ
The Peoples Champ é o álbum de estréia de conhecimento internacional de Paul Wall. O álbum vendeu cerca de 1 milhão de cópias nos Estados Unidos. Este álbum também está em uma versão Chopped & Screwed por DJ Michael "5000" Watts. Os singles deste álbum são "Sittin' Sidewayz", "They Don't Know", "Girl" e a música de Kanye West "Drive Slow" feat. Paul Wall (esta música que está presente também no álbum Late Registration de Kanye). Foi lançado dia 20 de Setembro de 2005 pela gravadora Swishahouse Records.
Estreou em número 1 no Billboard 200, vendendo 176.000 cópias na primeira semana.

## Faixas
| #  | Música              | Produtores       | Participações            | Tempo |
| -- | ------------------- | ---------------- | ------------------------ | ----- |
| 1  | I'm A Playa         | DJ Paul, Juicy J | Three 6 Mafia            | 4:25  |
| 2  | They Don't Know     | Grid Iron        | Mike Jones               | 3:43  |
| 3  | Ridin' Dirty        | Grid Iron        | Trey Songz               | 4:27  |
| 4  | State To State      | Sanchez Holmes   | Freeway                  | 4:12  |
| 5  | So Many Diamonds    | Khao             | T.I.                     | 3:58  |
| 6  | Smooth Operator     | Kojack           |                          | 3:15  |
| 7  | Sittin' Sidewayz    | Salih Williams   | Big Pokey                | 3:52  |
| 8  | Internet Going Nutz | KLC              |                          | 4:43  |
| 9  | Trill               | Grid Iron        | B.G. & Bun B             | 4:08  |
| 10 | Sippin' Tha Barre   | Mr. Lee          |                          | 4:39  |
| 11 | Drive Slow          | Kanye West       | Kanye West & GLC         | 4:33  |
| 12 | March 'N' Step      | Grid Iron        | Grit Boys                | 3:47  |
| 13 | Got Plex            | Speez            | Archie Lee and Cootabang | 3:45  |
| 14 | Girl                | Speez            |                          | 4:38  |
| 15 | Big Ballin'         | Grid Iron        |                          | 4:01  |
| 16 | Sip-N-Get High      | A. Sampson       | Aqualeo                  | 3:45  |
| 17 | Just Paul Wall      | Grid Iron        |                          | 4:11  |